# Teen How Taoist Temple
Teen How Taoist Temple is een taoïstische tempel in Houston, Texas. Het ligt aan Delano nummer 1507. De tempel is gewijd aan de Chinese zeegodin Tianhou/Teen How. In de tempel kan men bidden, qiuqian, offeren, toekomst laten voorspellen, een goede dag uitkiezen (择日), taoïstische begrafenisrituelen laten uitvoeren en godenbeelden laten zegenen (开光). De tempel is dagelijks geopend van 10 uur 's ochtends tot 5 uur 's middags. Maandelijks worden feestdagen van bepaalde taoïstische goden gevierd. Na de gebedsdiensten kan men dan gratis vegetarisch eten. In de tempel is ook een Chinese school voor kinderen van Chinese Amerikanen te vinden, waar ze de Chinese taal en religieuze cultuur leren. De school heet Teen How Chinese School (天后華文學校). De beheerders van de tempel zijn Chinese Amerikanen die veelal in Laos, Cambodja of Vietnam zijn geboren.
Op 13 maart 2010 werd een grote gebedsceremonie samen met de Texas Guandi Temple (美國德州關帝廟) georganiseerd.